# Panzani
Panzani is een Frans voedingsmerk, vooral bekend voor zijn pasta. 

## Geschiedenis
Het bedrijf werd opgericht door Jean Panzani (1911-2003). Hij was een Franse boekhouder wiens ouders afkomstig waren uit Toscane (Italië). Na de demobilisatie volgend op de Franse nederlaag in 1940 vestigde hij zich in Niort. Tijdens de oorlog begon hij zelfgemaakte pasta te verkopen. In 1946 richtte hij een eerste fabriek op in Parthenay. In 1950 nam het bedrijf de naam Panzani aan. Het begon met de verkoop van zijn pasta in een doorzichtige plastic verpakking waar andere producenten kozen voor een kartonnen verpakking. Vanaf 1952 werden ook pastasauzen in blik verkocht. In de jaren 1960 werd gestart met de productie en verkoop van griesmeel. In die periode volgden verschillende fusies en groeide de verkoop snel met de opkomst van de supermarkten. In 1967 verhuisde de hoofdzetel naar Lyon. In 1973 werd Panzani onderdeel van de Danone-groep. Er werd ingezet op vernieuwing en vanaf de jaren 1980 begon een internationale expansie. In 2005 werd Panzani onderdeel van het Spaanse Ebro Foods. Eind 2021 werd Groupe Panzani opnieuw een zelfstandig voedingsbedrijf, eigendom van het investeringsfonds CVC Capital Partners, na een overname ter waarde van 550 miljoen euro.

## Cijfers
In 2023 was Groupe Panzani marktleider in Frankrijk in de verkoop van pasta, pastasauzen, griesmeel en couscous, met de merken Panzani, Zakia, Le Renard en Ferrero. In 2022 had het bedrijf een omzet van 583 miljoen euro waarbij 433.000 ton voedingswaren werden verkocht in 62 landen. Het bedrijf telde meer dan 800 werknemers.